# Russian Mission
Russian Mission é uma cidade localizada no estado americano de Alasca, no Wade Hampton Census Area.

## Demografia
Segundo o censo americano de 2000, a sua população era de 296 habitantes.
Em 2006, foi estimada uma população de 318, um aumento de 22 (7.4%).

## Geografia
De acordo com o United States Census Bureau, a localidade tem uma área de 16,0 km², dos quais 14,7 km² cobertos por terra e 1,3 km² cobertos por água.

## Localidades na vizinhança
O diagrama seguinte representa as localidades num raio de 80 km ao redor de Russian Mission.